# Caelostomus longisulcatus
Espèce
Synonymes
- Caelostomus (Paracaelostus) longisulcatus Straneo, 1953[2]

Caelostomus longisulcatus est une espèce de Carabidae dans la sous-famille Pterostichinae. Elle est décrite par Straneo en 1953.